# Bartkowski (herb szlachecki)
Bartkowski – polski herb szlachecki, odmiana herbu Przegonia.

## Opis herbu
W polu czerwonym miecz o ostrzu srebrnym i rękojeści złotej między dwoma półksiężycami złotymi w pas, barkami do środka. Klejnot: Trzy pióra strusie. Labry czerwone, podbite srebrem.

## Najwcześniejsze wzmianki
Brak informacji o genezie odmiany.

## Herbowni
Bartkowski.